# Lone Star Le Mans 2020
Navigation
Édition précédente
Le Lone Star Le Mans 2020 ou les 6 Heures du circuit des Amériques 2020 est la cinquième manche du Championnat du monde d'endurance FIA 2019-2020 et la 6e édition de l'épreuve. Elle s'est déroulée du 22 février 2020 au 23 février 2020 sur le Circuit des Amériques à Austin, Texas. Cette manche remplace la manche brésilienne des 6 Heures de São Paulo initialement prévue au calendrier.

## Qualifications
| Pos. | Classe    | N° | Écurie                | Temps Moyen    | Écart       | Grille |
| 1    | LMP1      | 1  | Rebellion Racing      | 1 min 47 s 530 | -           | 1      |
| 2    | LMP1      | 7  | Toyota Gazoo Racing   | 1 min 49 s 161 | + 1 s 631   | 2      |
| 3    | LMP1      | 8  | Toyota Gazoo Racing   | 1 min 49 s 431 | + 0 s 270   | 3      |
| 4    | LMP2      | 42 | Cool Racing           | 1 min 49 s 910 | + 0 s 479   | 4      |
| 5    | LMP2      | 22 | United Autosports     | 1 min 50 s 073 | + 0 s 163   | 5      |
| 6    | LMP2      | 36 | Signatech Alpine Elf  | 1 min 50 s 984 | + 0 s 911   | 6      |
| 7    | LMP2      | 37 | Jackie Chan DC Racing | 1 min 51 s 354 | + 0 s 370   | 7      |
| 8    | LMP2      | 38 | Jota Sport            | 1 min 51 s 592 | + 0 s 238   | 8      |
| 9    | LMP2      | 33 | High Class Racing     | 1 min 51 s 747 | + 0 s 155   | 9      |
| 10   | LMP2      | 21 | DragonSpeed           | 1 min 52 s 765 | + 1 s 018   | 10     |
| 11   | LMP2      | 29 | Racing Team Nederland | 1 min 53 s 131 | + 0 s 366   | 11     |
| 12   | LMP2      | 47 | Cetilar Racing        | 1 min 54 s 305 | + 1 s 174   | 12     |
| 13   | LMGTE-Pro | 95 | Aston Martin Racing   | 2 min 00 s 733 | + 6 s 428   | 13     |
| 14   | LMGTE-Pro | 92 | Porsche GT Team       | 2 min 00 s 952 | + 0 s 219   | 14     |
| 15   | LMGTE-Pro | 97 | Aston Martin Racing   | 2 min 01 s 029 | + 0 s 077   | 15     |
| 16   | LMGTE-Pro | 51 | AF Corse              | 2 min 01 s 031 | + 0 s 002   | 16     |
| 17   | LMGTE-Pro | 91 | Porsche GT Team       | 2 min 01 s 049 | + 0 s 018   | 17     |
| 18   | LMGTE-Pro | 71 | AF Corse              | 2 min 01 s 229 | + 0 s 180   | 18     |
| 19   | LMGTE-Am  | 56 | Team Project 1        | 2 min 02 s 784 | + 1 s 555   | 19     |
| 20   | LMGTE-Am  | 98 | Aston Martin Racing   | 2 min 02 s 830 | + 0 s 046   | 20     |
| 21   | LMGTE-Am  | 90 | TF Sport              | 2 min 02 s 909 | + 0 s 079   | 21     |
| 22   | LMGTE-Pro | 63 | Corvette Racing       | 2 min 02 s 967 | + 0 s 058   | 22     |
| 23   | LMGTE-Am  | 77 | Dempsey-Proton Racing | 2 min 03 s 110 | + 0 s 143   | 23     |
| 24   | LMGTE-Am  | 83 | AF Corse              | 2 min 03 s 376 | + 0 s 266   | 24     |
| 25   | LMGTE-Am  | 57 | Team Project 1        | 2 min 03 s 450 | + 0 s 074   | 25     |
| 26   | LMGTE-Am  | 54 | AF Corse              | 2 min 03 s 462 | + 0 s 012   | 26     |
| 27   | LMGTE-Am  | 88 | Dempsey-Proton Racing | 2 min 03 s 682 | + 0 s 220   | 27     |
| 28   | LMGTE-Am  | 70 | MR Racing             | 2 min 03 s 781 | + 0 s 099   | 28     |
| 29   | LMGTE-Pro | 62 | Red River Sport       | 2 min 03 s 964 | + 0 s 183   | 29     |
| 30   | LMGTE-Am  | 56 | Gulf Racing           | 2 min 04 s 296 | + s 0 s 332 | 30     |

## La course

### Classement de la course
Voici le classement officiel au terme de la course.
- Les premiers de chaque catégorie du championnat du monde sont signalés par un fond jaune.
- Pour la colonne Pneus, il faut passer le curseur au-dessus du modèle pour connaître le manufacturier de pneumatiques.

| Pos | Classe    | no | Écurie                | Pilotes                                                  | Châssis                        | Pneus | Tours | Temps               |
| Pos | Classe    | no | Écurie                | Pilotes                                                  | Moteur                         | Pneus | Tours | Temps               |
| --- | --------- | -- | --------------------- | -------------------------------------------------------- | ------------------------------ | ----- | ----- | ------------------- |
| 1   | LMP1      | 1  | Rebellion Racing      | Gustavo Menezes Norman Nato Bruno Senna                  | Rebellion R13                  | M     | 189   | 6 h 01 min 37 s 705 |
| 1   | LMP1      | 1  | Rebellion Racing      | Gustavo Menezes Norman Nato Bruno Senna                  | Gibson GK458 4,5 L V8 Atmo     | M     | 189   | 6 h 01 min 37 s 705 |
| 2   | LMP1      | 8  | Toyota Gazoo Racing   | Sébastien Buemi Brendon Hartley Kazuki Nakajima          | Toyota TS050 Hybrid            | M     | 189   | + 51 s 524          |
| 2   | LMP1      | 8  | Toyota Gazoo Racing   | Sébastien Buemi Brendon Hartley Kazuki Nakajima          | Toyota 2,4 L V6 Bi-Turbo       | M     | 189   | + 51 s 524          |
| 3   | LMP1      | 7  | Toyota Gazoo Racing   | Mike Conway Kamui Kobayashi José María López             | Toyota TS050 Hybrid            | M     | 187   | + 2 Tours           |
| 3   | LMP1      | 7  | Toyota Gazoo Racing   | Mike Conway Kamui Kobayashi José María López             | Toyota 2,4 L V6 Bi-Turbo       | M     | 187   | + 2 Tours           |
| 4   | LMP2      | 22 | United Autosports     | Filipe Albuquerque Philip Hanson Paul di Resta           | Oreca 07                       | M     | 182   | + 7 Tours           |
| 4   | LMP2      | 22 | United Autosports     | Filipe Albuquerque Philip Hanson Paul di Resta           | Gibson GK428 4,2 L V8 Atmo     | M     | 182   | + 7 Tours           |
| 5   | LMP2      | 37 | Jackie Chan DC Racing | Ho-Pin Tung Gabriel Aubry Will Stevens                   | Oreca 07                       | G     | 182   | + 7 Tours           |
| 5   | LMP2      | 37 | Jackie Chan DC Racing | Ho-Pin Tung Gabriel Aubry Will Stevens                   | Gibson GK428 4,2 L V8 Atmo     | G     | 182   | + 7 Tours           |
| 6   | LMP2      | 38 | Jota Sport            | António Félix da Costa Anthony Davidson Roberto González | Oreca 07                       | G     | 181   | + 8 Tours           |
| 6   | LMP2      | 38 | Jota Sport            | António Félix da Costa Anthony Davidson Roberto González | Gibson GK428 4,2 L V8 Atmo     | G     | 181   | + 8 Tours           |
| 7   | LMP2      | 42 | Cool Racing           | Antonin Borga Alexandre Coigny Nicolas Lapierre          | Oreca 07                       | M     | 181   | + 8 Tours           |
| 7   | LMP2      | 42 | Cool Racing           | Antonin Borga Alexandre Coigny Nicolas Lapierre          | Gibson GK428 4,2 L V8 Atmo     | M     | 181   | + 8 Tours           |
| 8   | LMP2      | 29 | Racing Team Nederland | Frits van Eerd Giedo van der Garde Nyck de Vries         | Oreca 07                       | M     | 181   | + 8 Tours           |
| 8   | LMP2      | 29 | Racing Team Nederland | Frits van Eerd Giedo van der Garde Nyck de Vries         | Gibson GK428 4,2 L V8 Atmo     | M     | 181   | + 8 Tours           |
| 9   | LMP2      | 36 | Signatech Alpine Elf  | Thomas Laurent André Negrão Pierre Ragues                | Alpine A470                    | M     | 180   | + 9 Tours           |
| 9   | LMP2      | 36 | Signatech Alpine Elf  | Thomas Laurent André Negrão Pierre Ragues                | Gibson GK428 4,2 L V8 Atmo     | M     | 180   | + 9 Tours           |
| 10  | LMP2      | 33 | High Class Racing     | Anders Fjordbach Mark Patterson Kenta Yamashita          | Oreca 07                       | M     | 179   | + 10 Tours          |
| 10  | LMP2      | 33 | High Class Racing     | Anders Fjordbach Mark Patterson Kenta Yamashita          | Gibson GK428 4,2 L V8 Atmo     | M     | 179   | + 10 Tours          |
| 11  | LMP2      | 47 | Cetilar Racing        | Andrea Belicchi Roberto Lacorte Giorgio Sernagiotto      | Dallara P217                   | M     | 178   | + 11 Tours          |
| 11  | LMP2      | 47 | Cetilar Racing        | Andrea Belicchi Roberto Lacorte Giorgio Sernagiotto      | Gibson GK428 4,2 L V8 Atmo     | M     | 178   | + 11 Tours          |
| 12  | LMP2      | 21 | DragonSpeed           | Colin Braun Ben Hanley Henrik Hedman                     | Oreca 07                       | M     | 177   | + 12 Tours          |
| 12  | LMP2      | 21 | DragonSpeed           | Colin Braun Ben Hanley Henrik Hedman                     | Gibson GK428 4,2 L V8 Atmo     | M     | 177   | + 12 Tours          |
| 13  | LMGTE Pro | 95 | Aston Martin Racing   | Marco Sørensen Nicki Thiim                               | Aston Martin Vantage AMR       | M     | 173   | + 16 Tours          |
| 13  | LMGTE Pro | 95 | Aston Martin Racing   | Marco Sørensen Nicki Thiim                               | Aston Martin 4,0 L V8 Bi-Turbo | M     | 173   | + 16 Tours          |
| 14  | LMGTE Pro | 92 | Porsche GT Team       | Michael Christensen Kévin Estre                          | Porsche 911 RSR-19             | M     | 172   | + 17 Tours          |
| 14  | LMGTE Pro | 92 | Porsche GT Team       | Michael Christensen Kévin Estre                          | Porsche 4,2 L Flat-6 Atmo      | M     | 172   | + 17 Tours          |
| 15  | LMGTE Pro | 51 | AF Corse              | James Calado Alessandro Pier Guidi                       | Ferrari 488 GTE Evo            | M     | 172   | + 17 Tours          |
| 15  | LMGTE Pro | 51 | AF Corse              | James Calado Alessandro Pier Guidi                       | Ferrari F154CB 3,9 L V8 Turbo  | M     | 172   | + 17 Tours          |
| 16  | LMGTE Pro | 97 | Aston Martin Racing   | Alex Lynn Maxime Martin                                  | Aston Martin Vantage AMR       | M     | 172   | + 17 Tours          |
| 16  | LMGTE Pro | 97 | Aston Martin Racing   | Alex Lynn Maxime Martin                                  | Aston Martin 4,0 L V8 Bi-Turbo | M     | 172   | + 17 Tours          |
| 17  | LMGTE Pro | 71 | AF Corse              | Miguel Molina Davide Rigon                               | Ferrari 488 GTE Evo            | M     | 172   | + 17 Tours          |
| 17  | LMGTE Pro | 71 | AF Corse              | Miguel Molina Davide Rigon                               | Ferrari F154CB 3,9 L V8 Turbo  | M     | 172   | + 17 Tours          |
| 18  | LMGTE Pro | 63 | Corvette Racing       | Jan Magnussen Mike Rockenfeller                          | Chevrolet Corvette C8.R        | M     | 170   | + 19 Tours          |
| 18  | LMGTE Pro | 63 | Corvette Racing       | Jan Magnussen Mike Rockenfeller                          | Chevrolet 5.5 L V8             | M     | 170   | + 19 Tours          |
| 19  | LMGTE Am  | 90 | TF Sport              | Jonathan Adam Charlie Eastwood Salih Yoluç               | Aston Martin Vantage AMR       | M     | 170   | + 19 Tours          |
| 19  | LMGTE Am  | 90 | TF Sport              | Jonathan Adam Charlie Eastwood Salih Yoluç               | Aston Martin 4,0 L V8 Bi-Turbo | M     | 170   | + 19 Tours          |
| 20  | LMGTE Am  | 98 | Aston Martin Racing   | Paul Dalla Lana Ross Gunn Darren Turner                  | Aston Martin Vantage AMR       | M     | 170   | + 19 Tours          |
| 20  | LMGTE Am  | 98 | Aston Martin Racing   | Paul Dalla Lana Ross Gunn Darren Turner                  | Aston Martin 4,0 L V8 Bi-Turbo | M     | 170   | + 19 Tours          |
| 21  | LMGTE Pro | 91 | Porsche GT Team       | Gianmaria Bruni Richard Lietz                            | Porsche 911 RSR-19             | M     | 170   | + 19 Tours          |
| 21  | LMGTE Pro | 91 | Porsche GT Team       | Gianmaria Bruni Richard Lietz                            | Porsche 4,2 L Flat-6 Atmo      | M     | 170   | + 19 Tours          |
| 22  | LMGTE Am  | 56 | Team Project 1        | Matteo Cairoli Laurents Hörr Egidio Perfetti             | Porsche 911 RSR                | M     | 170   | + 19 Tours          |
| 22  | LMGTE Am  | 56 | Team Project 1        | Matteo Cairoli Laurents Hörr Egidio Perfetti             | Porsche 4,0 L Flat-6 Atmo      | M     | 170   | + 19 Tours          |
| 23  | LMGTE Am  | 83 | AF Corse              | Emmanuel Collard Nicklas Nielsen François Perrodo        | Ferrari 488 GTE Evo            | M     | 170   | + 19 Tours          |
| 23  | LMGTE Am  | 83 | AF Corse              | Emmanuel Collard Nicklas Nielsen François Perrodo        | Ferrari F154CB 3,9 L V8 Turbo  | M     | 170   | + 19 Tours          |
| 24  | LMGTE Am  | 77 | Dempsey-Proton Racing | Matt Campbell Riccardo Pera Christian Ried               | Porsche 911 RSR                | M     | 169   | + 20 Tours          |
| 24  | LMGTE Am  | 77 | Dempsey-Proton Racing | Matt Campbell Riccardo Pera Christian Ried               | Porsche 4,0 L Flat-6 Atmo      | M     | 169   | + 20 Tours          |
| 25  | LMGTE Am  | 86 | Gulf Racing           | Ben Barker Michael Wainwright Andrew Watson (en)         | Porsche 911 RSR                | M     | 169   | + 20 Tours          |
| 25  | LMGTE Am  | 86 | Gulf Racing           | Ben Barker Michael Wainwright Andrew Watson (en)         | Porsche 4,0 L Flat-6 Atmo      | M     | 169   | + 20 Tours          |
| 26  | LMGTE Am  | 54 | AF Corse              | Francesco Castellacci Giancarlo Fisichella Thomas Flohr  | Ferrari 488 GTE Evo            | M     | 168   | + 21 Tours          |
| 26  | LMGTE Am  | 54 | AF Corse              | Francesco Castellacci Giancarlo Fisichella Thomas Flohr  | Ferrari F154CB 3,9 L V8 Turbo  | M     | 168   | + 21 Tours          |
| 27  | LMGTE Am  | 62 | Red River Sport       | Bonamy Grimes Charles Hollings (de) Johnny Mowlem        | Ferrari 488 GTE Evo            | M     | 168   | + 21 Tours          |
| 27  | LMGTE Am  | 62 | Red River Sport       | Bonamy Grimes Charles Hollings (de) Johnny Mowlem        | Ferrari F154CB 3,9 L V8 Turbo  | M     | 168   | + 21 Tours          |
| 28  | LMGTE Am  | 88 | Dempsey-Proton Racing | Bret Curtis Adrien de Leener (de) Thomas Preining        | Porsche 911 RSR                | M     | 168   | + 21 Tours          |
| 28  | LMGTE Am  | 88 | Dempsey-Proton Racing | Bret Curtis Adrien de Leener (de) Thomas Preining        | Porsche 4,0 L Flat-6 Atmo      | M     | 168   | + 21 Tours          |
| 29  | LMGTE Am  | 70 | MR Racing             | Olivier Beretta Kei Cozzolino Motoaki Ishikawa           | Ferrari 488 GTE Evo            | M     | 168   | + 21 Tours          |
| 29  | LMGTE Am  | 70 | MR Racing             | Olivier Beretta Kei Cozzolino Motoaki Ishikawa           | Ferrari F154CB 3,9 L V8 Turbo  | M     | 168   | + 21 Tours          |
| 30  | LMGTE Am  | 57 | Team Project 1        | Jeroen Bleekemolen Felipe Fraga Ben Keating              | Porsche 911 RSR                | M     | 160   | + 29 Tours          |
| 30  | LMGTE Am  | 57 | Team Project 1        | Jeroen Bleekemolen Felipe Fraga Ben Keating              | Porsche 4,0 L Flat-6 Atmo      | M     | 160   | + 29 Tours          |

## Pole position et record du tour
- Pole position : #1 Rebellion Racing en 1 min 47 s 530
- Meilleur tour en course :  Norman Nato sur  #1 Rebellion Racing en 1 min 49 s 503

## Tours en tête[4]
- #1 Rebellion R13 - Rebellion Racing : 154 tours (1-22 / 25-45 / 49-69 / 74-93 / 99-117 / 124-141 / 149-165 / 174-189)
- #8 Toyota TS050 Hybrid - Toyota Gazoo Racing : 34 tours (23 / 46-48 / 70-73 / 94-98 / 118-123 / 142-148 / 166-173)
- #7 Toyota TS050 Hybrid - Toyota Gazoo Racing : 1 tour (24)

## À noter
- Longueur du circuit : 5,513 km
- Distance parcourue par les vainqueurs : 1 041,957 km